# Ненароков, Альберт Павлович
Альбе́рт Па́влович Ненаро́ков (2 сентября 1935, Ростов-на-Дону — 3 мая 2020) — советский и российский историк-архивист, доктор исторических наук (1989), профессор (1994), лауреат Государственной премии РФ в области науки и техники (2002).

## Биография
Родился в семье педагогов. В 1956 году окончил исторический факультет МГПИ им. В. И. Ленина, затем преподавал историю в средней школе. С 1958 по 1961 год — аспирант кафедры истории СССР МГПИ. В 1962 году под руководством акад. И. И. Минца защитил в Ростовском государственном университете диссертацию на соискание степени кандидата исторических наук по теме «Восточный фронт в 1918 г. и вопросы строительства Красной Армии». С 1962 по 1986 год работал научным сотрудником в Институте истории (Институте истории СССР), заместитель ответственного редактора 2-го тома «Краткой истории СССР».
В 1989 в МГПИ защитил докторскую диссертацию «Культурные факторы объединительного движения советских народов. 1917—1924 гг.». С 1989 по 1991 год — заведующий сектором ИМЛ при ЦК КПСС. С 1991 по 2001 год — руководитель исследовательской программы Центра социально-политической истории. В 1994 году присвоено звание профессора. С 2002 года — главный специалист РГАСПИ.
Лауреат Государственной премии РФ в области науки и техники за 2002 год (в составе коллектива авторов награждён за подготовку и издание научно-издательского проекта «Политические партии России. Конец XIX — первая треть XX вв. Документальное наследие»)
Научные интересы: социально-политическая история, общественная мысль, революционное движение, история социал-демократии, в частности, меньшевизма.
Скончался 3 мая 2020 года в Москве.

## Основные работы
- Восточный фронт. 1918 / АН СССР. Науч. совет по комплексной проблеме «Великая Октябрьская соц. революция». — М.: Наука, 1969. — 280 с.
- Верность долгу: о Маршале Советского Союза А. И. Егорове : [к 100-летию со дня рождения]. — 2-е изд., доп. — М. : Политиздат, 1983. — 112 с.
- 1917 : краткая история, документы, фотографии / А. П. Ненароков. — 3-е изд., доп. — М. : Политиздат, 1988. — 253,[2] с.
- К единству равных : Культ. факторы объединит. движения сов. народов, 1917—1924 / А. П. Ненароков; АН СССР, Ин-т истории СССР. — М. : Наука, 1991. — 270, [2] с.
- Реввоенсовет Республики, 6 сент. 1918 г. — 28 авг. 1923 г. : [Сборник / Науч. ред. А. П. Ненароков]. — М. : Политиздат, 1991. — 464 с.
- Первое советское правительство, окт. 1917 — июль 1918 : [Совет нар. комиссаров : Сборник / Науч. ред. А. П. Ненароков]. — М. : Политиздат, 1991. — 461 с.
- Меньшевики в 1917 году: в 3 т. / под общ. ред. З. Галили, А. Ненарокова, Л. Хеймсона; [Междунар. комис. совмест. исслед. по истории России и др.]. — М. : Прогресс-академия, 1994—1997.
- Меньшевики в большевистской России, 1918—1924… : [В 3 т.] / Редкол.: З. Галили, А. Ненароков (отв. ред.) и др. — М. : РОССПЭН, 1999.
- Последняя эмиграция Павла Аксельрода : Из цикла «В поисках жанра» / А. П. Ненароков. — М. : АИРО-ХХ, 2001. — 166 с.
- Апелляция к разуму: Из заметок об И. Г. Церетели // Россия XXI. — 2001. — № 2. — С. 178—188.
- Человек, а не символ. Размышление об одном юбилейном издании // Взаимодействие государства и общества в контексте модернизации России. Конец XIX — начало XX в. — Тамбов, 2001. — С. 22—35.
- Послеоктябрьский меньшевизм // Политические партии России в российских революциях в начале XX века. — М., 2005. — С. 518—530.
- В поисках жанра : записки архивиста с документами, комментариями, фотографиями и посвящениями / А. Ненароков ; Ассоц. исследователей Российского о-ва (АИРО-XXI). — Москва : Новый хронограф, 2009. Кн.1—2.
- Меньшевики в эмиграции: протоколы Заграничной Делегации РСДРП, 1922—1951 гг. : в 2 ч. / М-во культуры Российской Федерации, Федеральное архивное агентство, Российский гос. архив социально-политической истории, Каб. Бориса Николаевского, Бахметевский архив русской и восточноевропейской истории и культуры Колумбийского ун-та г. Нью-Йорк [и др.]; отв. ред. А. Либих, А. Ненароков. — М. : РОССПЭН, 2010
- Д. Б. Рязанов и Б. И. Николаевский // Известный и неизвестный Давид Борисович Рязанов (1870—1938): к 140-летию со дня рождения: материалы научной конференции : Первые Рязановские чтения в честь основателя ГОПБ. — Москва, 2011. — С. 105—112.
- «Меньшевистский проект» Леопольда Хеймсона // Вопросы истории. — 2011. — № 5. — С. 166—171.
- Правый меньшевизм: прозрения российской социал-демократии / А. П. Ненароков ; М-во культуры Российской Федерации, Федеральное архивное агентство, Российский гос. арх. социально-политической истории, Отд. научно-информ. работы и научно-справочного аппарата, Каб. Бориса Николаевского, Ин-т общественной мысли. — Москва : Новый хронограф, 2011. — 599 с.
- Д. Б. Рязанов и А. Н. Потресов // Книжные и документальные коллекции XX века: идеологии и обстоятельства: материалы научной конференции «Вторые Рязановские чтения» (18-19 марта 2015). М., 2016.С. 9-15.
- История Великой российской революции: парадоксы современной историографии // Великая российская революция 1917 г.: 100 лет изучения Международная научная конференция 9—11 октября 2017 г. М., 2017.
- Zur Rolle von Irakli Zereteli sei der Ausarbeitung der von der russischen Sozialdemokratie in der Konstituierenden Versammlung vertretenen Auffasungen // W. Hedeler (Hrsg.). Die russische Linkezwischen Marz und November 1917. Berlin, 2017. S. 85-90.